# Brockton (Montana)
Brockton és una població dels Estats Units a l'estat de Montana. Segons el cens del 2000 tenia 245 habitants.

## Demografia
Segons el cens del 2000, Brockton tenia 245 habitants, 67 habitatges, i 59 famílies. La densitat de població era de 497,9 habitants per km².
Dels 67 habitatges en un 47,8% hi vivien nens de menys de 18 anys, en un 37,3% hi vivien parelles casades, en un 37,3% dones solteres, i en un 11,9% no eren unitats familiars. En el 9% dels habitatges hi vivien persones soles l'1,5% de les quals corresponia a persones de 65 anys o més que vivien soles. El nombre mitjà de persones vivint en cada habitatge era de 3,66 i el nombre mitjà de persones que vivien en cada família era de 3,85.
Per edats la població es repartia de la següent manera: un 42% tenia menys de 18 anys, un 7,8% entre 18 i 24, un 25,3% entre 25 i 44, un 19,2% de 45 a 60 i un 5,7% 65 anys o més.
L'edat mediana era de 25 anys. Per cada 100 dones de 18 o més anys hi havia 94,5 homes.
La renda mediana per habitatge era de 19.167 $ i la renda mediana per família de 19.167 $. Els homes tenien una renda mediana de 30.625 $ mentre que les dones 25.625 $. La renda per capita de la població era de 8.231 $. Aproximadament el 43,5% de les famílies i el 50,8% de la població estaven per davall del llindar de pobresa.

## Poblacions més properes
El següent diagrama mostra les poblacions més properes.